# باسکر باسکر
باسکر باسکر (کره‌ای: 버스커 버스커؛ انگلیسی: Busker Busker) گروه مستقل هیپ هاپ اهل کره جنوبی بود که به خاطر کسب جایگاه دوم در برنامه موسیقی شبکه ام‌نت به نام سوپراستار کی ۳ به شهرت رسید. این گروه متشکل از سه عضو جانگ بوم جون، کیم هیون ته و برد مور بود. نخستین آلبوم این گروه به همراه تک‌آهنگ «Cherry Blossom Ending» در مارس ۲۰۱۲ منتشر شد.

## اعضا
- جانگ بوم جون – وکالیست اصلی، گیتار
- کیم هیونگ ته – گیتار بیس، وکالیست پشتیبان
- برد مور – درامز، پرکاشن